# Думинский сельсовет
Думинский сельсовет — упразднённая административно-территориальная единица, существовавшая на территории Московской губернии и Московской области до 1951 года.
Думинский сельсовет был образован в первые годы советской власти. По данным 1918 года он входил в состав Озерецкой волости Дмитровского уезда Московской губернии.
В Думинский сельсовет входит Святогорово, упразднённого Святогоровского сельсовета.
Позднее Думинский с/с был упразднён. Восстановлен в 1924 году, когда Озерецкая волость уже входила в Сергиевский уезд.
По данным 1926 года в состав сельсовета входили деревни Думино и Святогорово.
В 1929 году Думинский с/с был отнесён к Дмитровскому району Московского округа Московской области.
В 1929 году после отменения волостей в Думинский сельсовет входили: Думино, Святогорово, Лебедево. Население составило 610 человек в 126 хозяйствах.
17 октября 1951 года Думинский с/с был упразднён. При этом его территория (селения Думино и Святогорово) вошла в Плетеневский с/с.